# Необарокко
Необарокко — один из неостилей, сложившийся в европейском искусстве XIX века в период историзма. Имеет несколько фаз развития и различные региональные варианты.

## Характеристика
В сравнении с другими неостилями середины XIX века необарочные тенденции проявлялись менее определённо и, в большинстве случаев, в соединении с элементами неоготики, неорококо и неоренессанса. Это объясняется тем, что оригинальный стиль итальянского барокко формировался в конце XVI — начале XVII века на основе переработки элементов архитектуры римского классицизма начала XVI века. В других странах, например в Германии, Австрии и Чехии XVIII века, барочный стиль имел иное происхождение и другие особенности развития; он включал элементы поздней готики, своеобразного немецкого маньеризма и рококо. Этот особенный сплав именуют термином «немецкое барокко». Поэтому в XIX веке стиль необарокко, прежде всего, в архитектуре, оформлении интерьеров и мебели, ориентированный на различные исторические прототипы, приобрел эклектичный характер.
Сам термин «необарокко» в истории искусства использовали во многих значениях, некоторые из них уже не употребляются. Например, в XIX веке к необарокко относили творчество художников-романтиков первой половины XIX века — Теодора Жерико, Эжена Делакруа — на основании сходства внешних признаков динамики композиций, присущих историческим стилям барокко в Италии и во Фландрии. При этом игнорировали идейное содержание различных стилей. Однако «романтическая экспрессия и качества барочности художественного стиля — не одно и то же». К необарокко ошибочно относили творчество английского пейзажиста Джона Констебла, хотя в Англии искусство барокко, идейно связанное с католическим мировоззрением, не получило достаточного распространения.
В англоязычной историографии чаще употребляют термин «Baroque Revival» (возрождение барокко). В своеобразных историко-региональных вариантах необарочный стиль получил распространение в России, главным образом, в Санкт-Петербурге, в западных регионах Российской империи, в Польше, Чехии, после 1880 года в США, и, как считают некоторые историки, в странах Латинской Америки и даже на Дальнем Востоке, в Японии и Китае. Последнее весьма спорно.

## Произведения
В 1852—1868 годах французский архитектор Э.-М.Лефюэль оформлял интерьеры Лувра для императора Наполеона III в новом стиле, соединяющем элементы ампира и барокко. Архитектурный стиль времени Второй империи во Франции (1852—1870) характерен именно таким сплавом помпезности и историзма. Поэтому в истории искусства его именуют то стилем второго ампира, то необарокко.
Здание Большой оперы в Париже (Оперы Гарнье, 1860—1875) представляет собой самый характерный пример такого стиля. За основу своего проекта Ш. Гарнье взял стиль ренессансных венецианских палаццо XVI века, усилил барочные элементы и добавил пафос ампира времени правления Наполеона I. Схожие примеры представляют собой оформленные Гарнье интерьеры особняков (отелей) парижской знати на Елисейских полях. Показательно также, что сам архитектор не давал определения изобретённому им стилю, а именовал себя просто эклектиком («выбирающим»).
Характерным памятником второго барокко является церковь Св. Троицы в Париже (Т.Баллю, 1860—1863), сочетающая в своём внешнем облике черты неоготики, неоренессанса и барокко. Ансамбль дворца и парка Линдерхоф в Баварии (1869—1879) задумывался королём Людвигом II и архитектором Георгом фон Дольманом как подражание Версалю, но в нём согласно веяниям времени, эклектично соединились элементы классицизма, барокко, рококо и даже «мавританский стиль» (в малом павильоне). В самом конце XIX века, накануне периода модерна, исследователи отмечают новую, хоть и краткую, волну необарочного стиля, получившего название «третье барокко».

## Необарокко в России

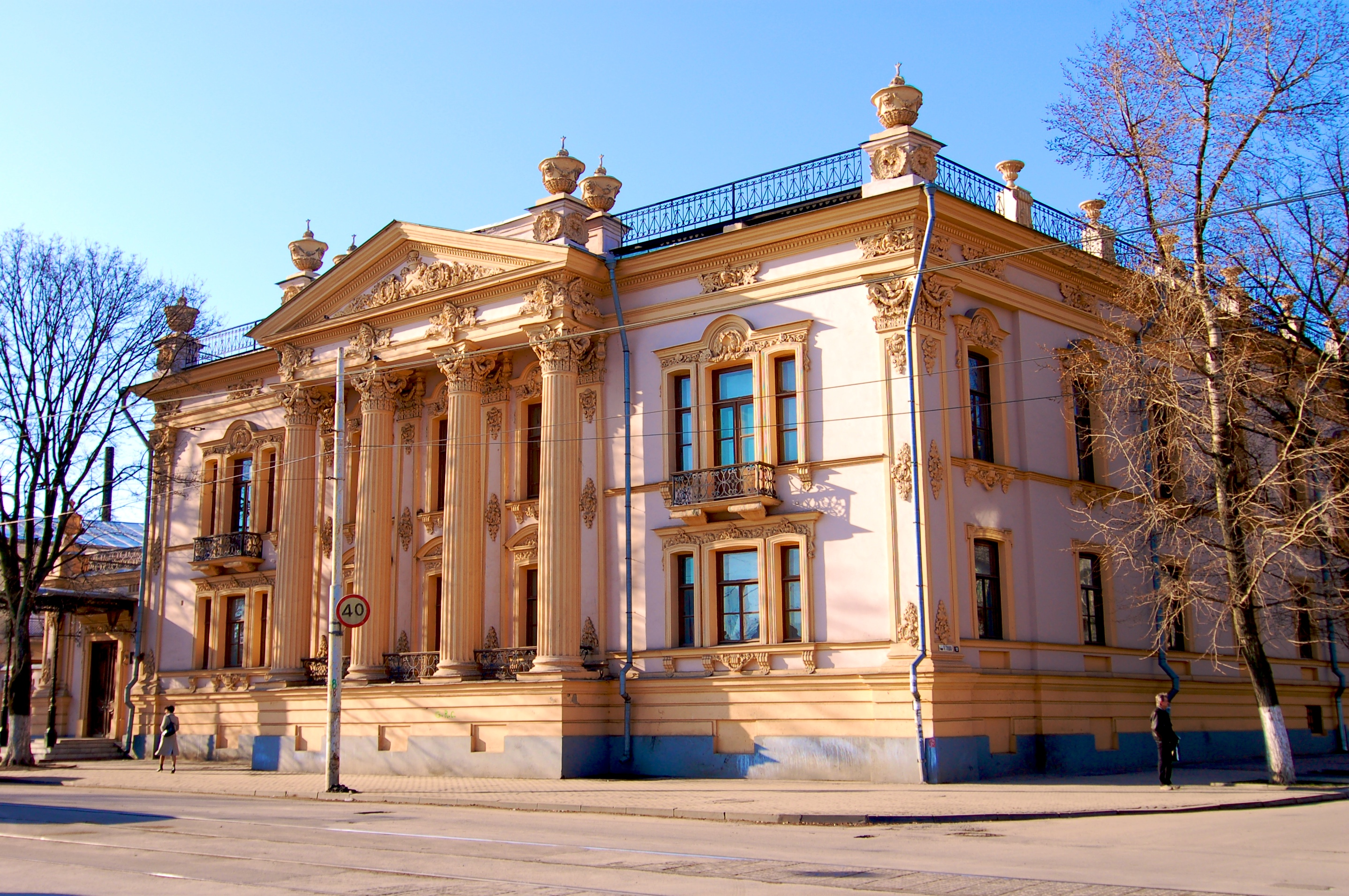
Дворец Алфераки в городе Таганроге Ростовской области

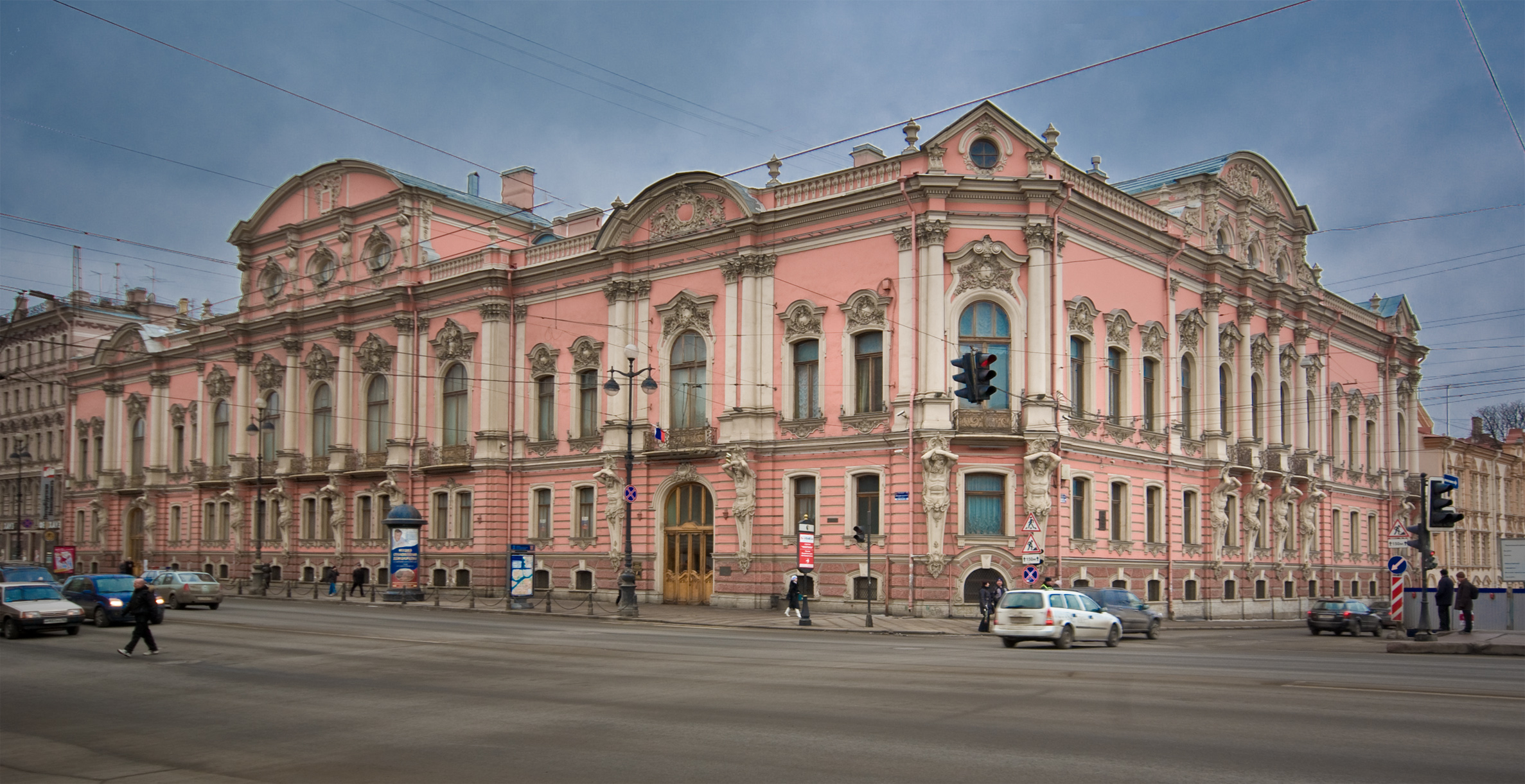
Дворец Белосельских-Белозерских в Санкт-Петербурге

Тенденции необарокко своеобразно отразились в архитектуре Петербурга середины XIX века. Они связаны с ростом интереса к историческому прошлому XVII—XVIII веков. Однако, поскольку в истории русской культуры и искусства не было этапов национального Возрождения и маньеризма, в том качестве, которое было присуще западноевропейской эпохе Возрождения, то в русском искусстве не могло быть и полноценного стиля барокко. Ренессансные функции приняло на себя русское барокко XVII века, в сущности маньеризм, в коротком и как бы «спрессованном» развитии. Следовательно, и в XIX столетии не сформировался полноценный необарочный стиль.
Поэтому даже в Санкт-Петербурге, самом европейском городе Российской империи, период историзма художественного мышления и неостилей XIX века начался воспроизведения или, как тогда говорили, «возобновления в прежнем виде» памятников периода «петровского барокко» и зданий «во вкусе графа Варфоломея Растрелли» XVIII века. Эти образцы представляют собой не барочную архитектуру в классическом понимании, а особенный сплав ренессансной, барочной и маньеристичной архитектуры стран Северной Европы, а в елизаветинское время — причудливое соединение элементов классицизма, барокко и французского рококо (елизаветинское барокко).
В стиле «второго барокко» оформлены некоторые интерьеры Зимнего дворца после пожара 1837 года под общим руководством архитектора В. П. Стасова. Даже главная, иорданская лестница дворца (произведение Растрелли), воссозданная Стасовым, приобрела ранее несвойственные ей барочные черты. Подлинный стиль Растрелли середины XVIII века является классицистически-барочно-рокайльным, а по мнению некоторых исследователей, даже более рокайльным, чем барочным. Кроме того в середине XIX столетия преобладало мнение, что «варварский стиль графа Растрелли» недостаточно утончён, он требует модернизации и «пересоздания».
Черты необарокко очевидны в интерьере Исаакиевского собора в Санкт-Петербурге (О.Монферран, 1818—1858), в Мариинском дворце, построенном в стиле неоренессанса А. И. Штакеншнейдером (1839—1844) и в самом главном произведении «второго барокко»: дворце Белосельских-Белозерских (1846—1848) на Невском проспекте российской столицы. В фасадах дворца Белосельских-Белозерских архитектор Штакеншнейдер следовал общей композиции Строгановского дворца, возведённого Ф. Б. Растрелли также на Невском проспекте столетием раньше. Однако мощная пластика растреллиевского декора превратилась у Штакеншнейдера в утончённую, но мелочную и по-немецки «сухую» орнаментацию, что было оценено критикой того времени положительно, как улучшение стиля. Графическая жёсткость, измельчённость и дробность, как правило, отличают любой неостиль от его исторического прототипа. Таковы и многие другие памятники необарокко в Санкт-Петербурге середины и второй половины XIX века.
Новая волна ретроспективизма в начале XX века, в период модерна, и художественного движения, в основу которого была положена идея возрождения памятников петровского барокко, как исконно присущих Петербургу времени его основания, получила название «петербургского возрождения».